# Ludwig Caluwé
Ludwig Caluwé (Mortsel, 5 juli 1961) is een Belgisch politicus voor de CD&V.

## Biografie
Ludwig Caluwé is een slagerszoon en volgde de humaniora aan het Onze-Lieve-Vrouw-van-Lourdescollege te Edegem. Daarna studeerde hij van 1979 tot 1984 rechten aan de UFSIA en de UIA. In 1984 behaalde hij ook een aanvullende proef economie aan de UFSIA. Na zijn opleiding werkte hij van 1984 tot 1989 als kabinetsattaché van Minister voor Institutionele Hervormingen Jean-Luc Dehaene en nadien was hij van 1989 tot 1991 beleidsmedewerker voor het studiebureau Mens en Ruimte, dat streekontwikkelingsplannen verzorgde en advies verleende rond het opstellen van gewestplannen. 
Als student werd hij actief bij de Christendemocratische Studenten, waarvan hij van 1980 tot 1982 arrondissementieel Antwerps voorzitter en van 1982 tot 1984 nationaal voorzitter was. Ook was Caluwé actief bij CVP-Jongeren, waar hij vanaf 1980 in de nationale raad en vanaf 1986 in het nationaal bureau zetelde. Van maart 1989 tot april 1995 was hij nationaal voorzitter van de CVP-Jongeren.
Van juli 1995 tot juni 1999 zetelde hij vervolgens als rechtstreeks verkozen senator in de Senaat, waar hij zetelde in de commissies Institutionele Aangelegenheden en Binnenlandse Aangelegenheden. Bij de tweede rechtstreekse Vlaamse verkiezingen van 13 juni 1999 werd hij verkozen in de kieskring Antwerpen. Ook na de volgende Vlaamse verkiezingen van 13 juni 2004 en van 7 juni 2009 bleef hij Vlaams volksvertegenwoordiger tot december 2012. In het Vlaams Parlement was Caluwé van 1999 tot 2004 vast lid van de commissies Openbare Werken, Mobiliteit en Energie en Institutionele en Bestuurlijke Hervorming en Ambtenarenzaken. Van juli 2004 tot november 2012 zat hij de CD&V-fractie in het Vlaams Parlement voor en van 2009 tot 2012 was hij tevens ondervoorzitter van de commissie Buitenlands Beleid, Europese Aangelegenheden en Internationale Samenwerking. Tussen juli 1999 en juli 2004 werd hij door het Vlaams Parlement eveneens aangewezen als gemeenschapssenator. In de Senaat was hij toen van 1999 tot 2003 eerste ondervoorzitter van de commissie Institutionele Aangelegenheden en van 1999 tot 2004 lid van de commissie Financiën en Economische Aangelegenheden
Van 2001 tot 2013 was hij ook gemeenteraadslid van Essen. Op 10 oktober 2006 werd hij tevens verkozen als provincieraadslid van de provincie Antwerpen voor het district Kapellen. Hij besliste te verzaken aan zijn mandaat, omdat hij op dat ogenblik lid was van het Vlaams Parlement. Van december 2007 tot juni 2014 was hij ook plaatsvervangend lid van het Europees Comité van de Regio's. Op 8 maart 2008 werd hij benoemd tot voorzitter van de christendemocratische fractie in de Raadgevende Interparlementaire Beneluxraad (Benelux-parlement). Daarnaast werd hij in maart 2011 politiek secretaris van de CD&V, een functie die vacant was sinds het aantreden van Etienne Schouppe in december 2007 als partijvoorzitter ad interim. Hij bekleedde deze functie tot eind 2012.
Eind december 2012 werd Caluwé provincieraadslid en gedeputeerde voor de provincie Antwerpen. In deze laatste functie werd hij bevoegd voor onder meer Financiën, Economie, Landbouw, Innovatie, Patrimonium, ICT en Logistiek. Hij nam hierdoor eind 2012 ontslag uit het Vlaams Parlement, waarna zijn fractievoorzitterschap overging naar Koen Van den Heuvel en zijn zetel als Vlaams volksvertegenwoordiger naar Caroline Bastiaens. Hij bleef gedeputeerde tot in december 2021 en gaf toen de fakkel door aan zijn partijgenote Kathleen Helsen. Caluwé bleef wel zetelen als provincieraadslid, tot de legislatuur eind 2024 ten einde liep.
Van 2012 tot 2024 was hij in zijn hoedanigheid van provincieraadslid ook bestuurder van de Provinciale Ontwikkelingsmaatschappij Antwerpen en het Havencentrum. Van 2013 tot 2022 was hij van beide organen voorzitter. Van 2012 tot 2024 was hij bestuurder van Kempens Landschap en van 2017 tot 2021 van de Universiteit Antwerpen.
Sinds 2022 is Caluwé secretaris van het Algemeen-Nederlands Verbond en van 2022 tot 2024 was hij strategisch adviseur bij het Geopark Schelde Delta. Sinds 2023 is hij eveneens coördinator van het Belgisch-Nederlands Grensoverleg, waar hij eerder van 2001 tot 2012 in het dagelijks bestuur zetelde.
Op 6 juni 2009 werd hij officier in de Leopoldsorde. Hij is gehuwd en heeft drie kinderen. 